# Atletismo nos Jogos Olímpicos de Verão de 2016 - Lançamento de disco feminino

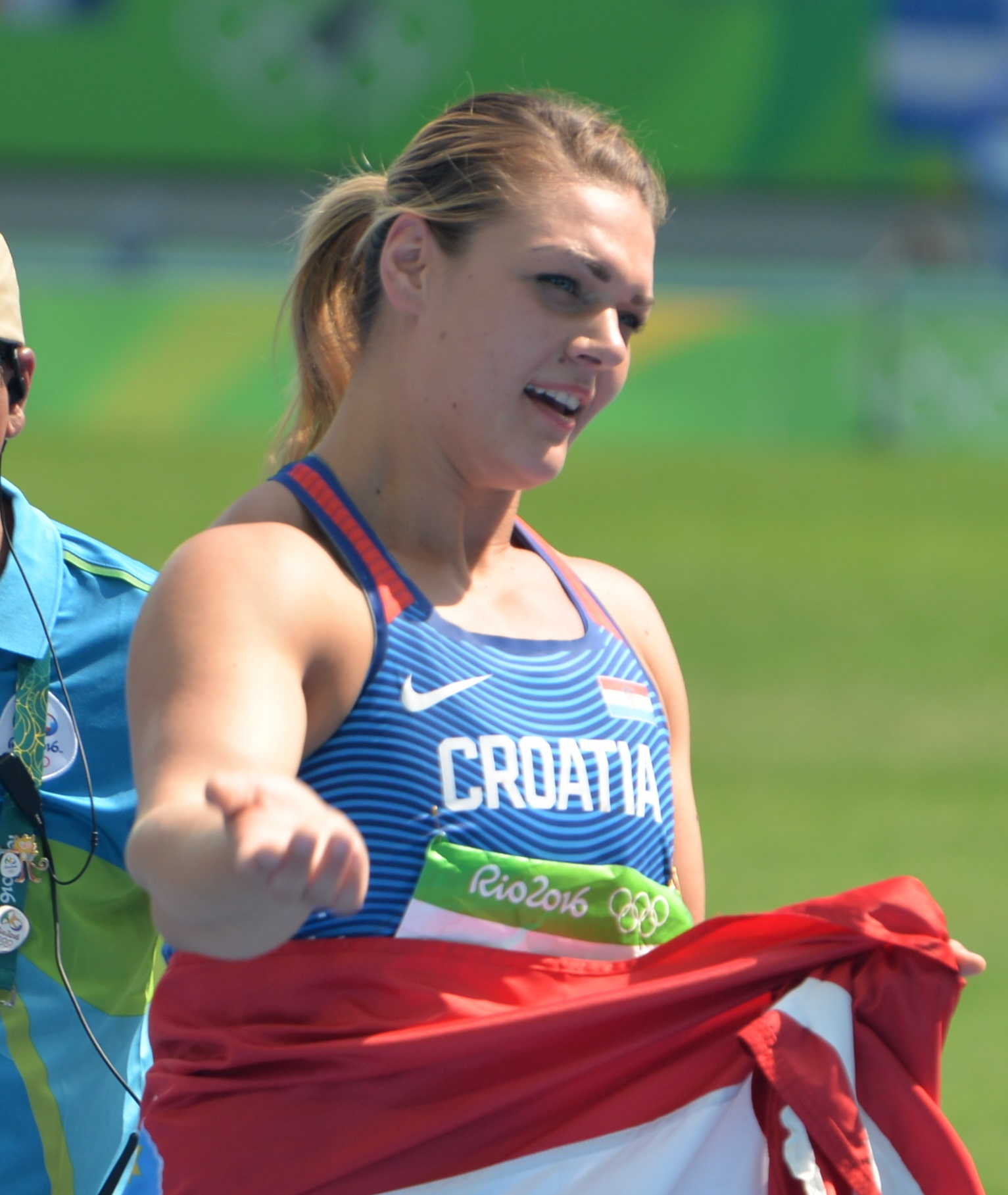
A croata Sandra Perković, campeã olímpica da prova.

A competição do lançamento de disco feminino do atletismo nos Jogos Olímpicos de Verão de 2016 aconteceu entre os dias 16 e 17 de agosto no Estádio Olímpico.

## Calendário
Horário local (UTC-3).
| Data                          | Horário | Fase          |
| ----------------------------- | ------- | ------------- |
| Segunda, 15 de agosto de 2016 | 20:30'  | Eliminatórias |
| Terça, 16 de agosto de 2016   | 11:20   | Final         |

## Medalhistas
| Ouro   | CRO Sandra Perković      |
| Prata  | FRA Mélina Robert-Michon |
| Bronze | CUB Denia Caballero      |

## Recordes
Antes desta competição, os recordes mundiais e olímpicos da prova eram os seguintes:
| Tipo | Atleta           | Marca   | Local          | Data                   |
| ---- | ---------------- | ------- | -------------- | ---------------------- |
|      | Gabriele Reinsch | 76,80 m | Neubrandenburg | 9 de julho de 1988     |
|      | Martina Hellmann | 72,30 m | Seul           | 29 de setembro de 1988 |

## Resultados

### Eliminatórias
Qualificação: 62,00 m (Q) ou os 12 melhores qualificados (q) avançam para as finais.
| Pos. | Grupo | Atleta                   | CON                | #1    | #2    | #3    | Resultado | Notas |
| ---- | ----- | ------------------------ | ------------------ | ----- | ----- | ----- | --------- | ----- |
| 1    | B     | Yaime Pérez              | CUB Cuba           | 65.38 |       |       | 65.38     | Q     |
| 2    | B     | Su Xinyue                | CHN China          | 65.14 |       |       | 65.14     | Q     |
| 3    | A     | Sandra Perković          | CRO Croácia        | x     | x     | 64.81 | 64.81     | Q     |
| 4    | A     | Dani Samuels             | AUS Austrália      | x     | 59.42 | 64.46 | 64.46     | Q     |
| 5    | B     | Nadine Müller            | GER Alemanha       | 63.67 |       |       | 63.67     | Q     |
| 6    | A     | Denia Caballero          | CUB Cuba           | x     | x     | 62.94 | 62.94     | Q     |
| 7    | B     | Mélina Robert-Michon     | FRA França         | 62.59 |       |       | 62.59     | Q     |
| 8    | A     | Feng Bin                 | CHN China          | 55.97 | 62.01 |       | 62.01     | Q     |
| 9    | B     | Julia Fisher             | GER Alemanha       | 61.83 | x     | 60.69 | 61.83     | q     |
| 10   | A     | Chen Yang                | CHN China          | x     | x     | 61.44 | 61.44     | q     |
| 11   | A     | Zinaida Sendriūtė        | LTU Lituânia       | x     | x     | 60.79 | 60.79     | q,    |
| 12   | A     | Shanice Craft            | GER Alemanha       | 60.23 | x     | x     | 60.23     | q     |
| 13   | A     | Pauline Pousse           | FRA França         | x     | x     | 58.98 | 58.98     |       |
| 14   | A     | Chinwe Okoro             | NGR Nigéria        | 57.34 | 58.85 | 58.53 | 58.85     |       |
| 15   | B     | Natalia Semenova         | UKR Ucrânia        | x     | 58.41 | x     | 58.41     |       |
| 16   | B     | Tara-Sue Barnett         | JAM Jamaica        | x     | 54.36 | 58.09 | 58.09     |       |
| 17   | A     | Żaneta Glanc             | POL Polônia        | 55.27 | 56.09 | 57.88 | 57.88     |       |
| 18   | B     | Karen Gallardo           | CHI Chile          | 57.81 | 55.98 | 55.20 | 57.81     |       |
| 19   | A     | Dragana Tomašević        | SRB Sérvia         | 55.87 | 57.67 | x     | 57.67     |       |
| 20   | B     | Seema Antil              | IND Índia          | 57.58 | x     | 56.78 | 57.58     |       |
| 21   | B     | Andressa de Morais       | BRA Brasil         | 57.38 | x     | x     | 57.38     |       |
| 22   | A     | Shadae Lawrence          | JAM Jamaica        | 57.09 | x     | x     | 57.09     |       |
| 23   | B     | Sabina Asenjo            | ESP Espanha        | 56.94 | 56.22 | x     | 56.94     |       |
| 24   | B     | Subenrat Insaeng         | THA Tailândia      | 56.64 | x     | 54.74 | 56.64     |       |
| 25   | B     | Kelsey Card              | USA Estados Unidos | x     | 51.16 | 56.41 | 56.41     |       |
| 26   | A     | Hrisoula Anagnostopoulou | GRE Grécia         | x     | 54.84 | 53.19 | 54.84     |       |
| 27   | B     | Rocío Comba              | ARG Argentina      | x     | 54.44 | x     | 54.44     |       |
| 28   | B     | Jade Lally               | GBR Grã-Bretanha   | 51.60 | 53.99 | 54.06 | 54.06     |       |
| 29   | B     | Shelbi Vaughan           | USA Estados Unidos | x     | 53.33 | 46.71 | 53.33     |       |
| 30   | A     | Natalia Stratulat        | MDA Moldávia       | x     | 53.27 | 48.80 | 53.27     |       |
| 31   | A     | Fernanda Martins         | BRA Brasil         | 50.19 | 51.85 | x     | 51.85     |       |
| 32   | A     | Mariya Telushkina        | KAZ Cazaquistão    | x     | 43.70 | 45.33 | 45.33     |       |
| –    | A     | Whitney Ashley           | USA Estados Unidos | x     | x     | x     | NM        |       |
| –    | B     | Kellion Knibb            | JAM Jamaica        | x     | x     | x     | NM        |       |

### Final
| Pos.              | Atleta               | CON           | #1    | #2    | #3    | #4          | #5          | #6          | Resultado | Notas                |
| ----------------- | -------------------- | ------------- | ----- | ----- | ----- | ----------- | ----------- | ----------- | --------- | -------------------- |
| Medalha de ouro   | Sandra Perković      | CRO Croácia   | x     | x     | 69.21 | x           | x           | x           | 69.21     |                      |
| Medalha de prata  | Mélina Robert-Michon | FRA França    | 65.52 | 64.83 | 65.08 | x           | 66.73       | x           | 66.73     | Recorde nacional     |
| Medalha de bronze | Denia Caballero      | CUB Cuba      | 61.80 | x     | 65.34 | 63.82       | x           | 64.64       | 65.34     |                      |
| 4                 | Dani Samuels         | AUS Austrália | 63.57 | x     | 61.21 | 61.95       | 62.87       | 64.90       | 64.90     |                      |
| 5                 | Su Xinyue            | CHN China     | 63.88 | 61.02 | 64.37 | 62.20       | 63.87       | x           | 64.37     |                      |
| 6                 | Nadine Müller        | GER Alemanha  | 63.13 | x     | x     | x           | x           | x           | 63.13     |                      |
| 7                 | Chen Yang            | CHN China     | 63.11 | x     | 60.47 | 59.19       | x           | x           | 63.11     |                      |
| 8                 | Feng Bin             | CHN China     | 62.26 | 60.27 | 63.06 | 61.14       | x           | 61.85       | 63.06     |                      |
| 9                 | Julia Fischer        | GER Alemanha  | 60.69 | x     | 62.67 | Não avançou | Não avançou | Não avançou | 62.67     |                      |
| 10                | Zinaida Sendriute    | LTU Lituânia  | 58.25 | 59.95 | 61.89 | Não avançou | Não avançou | Não avançou | 61.89     | Recorde da temporada |
| 11                | Shanice Craft        | GER Alemanha  | x     | 58.39 | 59.85 | Não avançou | Não avançou | Não avançou | 59.85     |                      |
| –                 | Yaime Pérez          | CUB Cuba      | x     | x     | x     | Não avançou | Não avançou | Não avançou | NM        |                      |

Legenda
| Recorde mundial      | Recorde mundial (World record)               |                       | Recorde africano                      | Recorde africano (African) |                                           | Q | Classificado por posição (Qualified) |
| Recorde olímpico     | Recorde olímpico (Olympic record)            | Recorde da América    | Recorde da América (Americas)         | q                          | Classificado por melhor tempo (Qualified) |   |                                      |
| Melhor marca do ano  | Melhor marca do ano (World leading)          | Recorde asiático      | Recorde asiático (Asian)              | DNS                        | Não largou (Did not start)                |   |                                      |
| Recorde nacional     | Recorde nacional (National record)           | Recorde europeu       | Recorde europeu (European)            | DNF                        | Não terminou (Did not finish)             |   |                                      |
| Recorde pessoal      | Recorde pessoal do atleta (Personal best)    | Recorde da Oceania    | Recorde da Oceania (Oceania)          | DSQ / DQ                   | Desclassificado (Disqualified)            |   |                                      |
| Recorde da temporada | Recorde da temporada do atleta (Season best) | Recorde sul-americano | Recorde sul-americano (South America) | NM                         | Sem marca (No mark)                       |   |                                      |